# El Pozuelo (Cuenca)
El Pozuelo es un municipio y localidad española de la provincia de Cuenca, en la comunidad autónoma de Castilla-La Mancha. El término municipal, ubicado en la comarca de la Serranía Alta, tiene una población de 43 habitantes (INE 2024).

## Geografía
Limita con los municipios conquenses de Carrascosa, Cañizares y Alcantud, y con los guadalajareños de El Recuenco y Villanueva de Alcorón. Está ubicado en el extremo noroccidental de la Serranía Alta.

## Historia
A mediados del siglo XIX, el lugar contaba con una población censada de 171 habitantes. La localidad aparece descrita en el decimotercer volumen del Diccionario geográfico-estadístico-histórico de España y sus posesiones de Ultramar de Pascual Madoz de la siguiente manera:

POZUELO (el): l. con ayunt. en la prov. y dióc. de Cuenca (9 leg.), part. jud. de Priego (3), aud. terr. de Albacete (30), c. g. de Castilla la Nueva (Madrid 24). sit. en la cumbre de la sierra y al estremo N. de la prov. á corta distancia del Guadiela: su clima es frio, sano y con buena ventilacion. Consta la pobl. de 40 casas de pobre construccion, casa de ayunt. y cárcel; varias fuentes de agua dulce en el term.; igl. parr. San Benito Abad, servida por un cura de entrada, y al pie de la sierra se encuentra la ermita de Ntra. Sra. de los Hoyos. El térm. confina por N. con Villanueva; E. Carrascosa de la Sierra; S. Alcantud y Cañizares, y O. Recuenco de la prov. de Guadalajara: en su jurisd. se hallan los cas. de San Bartolomé, los Casares y Sta. Cristina, existiendo en este último 4 casas: el r. Guadiela (ya descripto en su lugar) baña el térm. de este pueblo: varios montes que en su terr. existen están poblados de pinos, robles, estepas y otros arbustos y ademas hay 2 deh. una la de Arriba y otra la de Abajo, abundantes en pastos de escelente calidad. Los caminos son locales y muy escabroso: la correspondencia se recibe del Recuenco los jueves y lunes, y sale miércoles y domingos. prod.: trigo, centeno, patatas, judias y hortalizas: se cria ganado lanar y caza de liebres, perdices, conejos, jabalíes, corzos, tasones, zorras y lobos; pesca de truchas y barbos. pobl.: 13 vec., 171 alm. cap. prod.: 490,000 imp.: 24,500. El presupuesto municipal asciende á 2,000 rs., de los que se pagan 500 al secretario de ayuntamiento.
(Madoz, 1849, pp. 195-196)

## Demografía
El Pozuelo cuenta con una población de 43 habitantes (INE 2024).
| Gráfica de evolución demográfica de El Pozuelo entre 1842 y 2021                                                    |
| |
| Población de derecho según los censos de población del INE Población de hecho según los censos de población del INE |

## Administración
| Periodo   | Nombre                | Partido |
| --------- | --------------------- | ------- |
| 2007-2011 | Bernardino Sanz Sanz  | PSOE    |
| 2015-2019 | Alicia Silvestre Sanz | PP      |

### Evolución de la deuda viva
El concepto de deuda viva contempla solo las deudas con cajas y bancos relativas a créditos financieros, valores de renta fija y préstamos o créditos transferidos a terceros, excluyéndose, por tanto, la deuda comercial.
Entre los años 2008 a 2014 este ayuntamiento no ha tenido deuda viva.